# Ano fiscal
Ano fiscal ou exercício é o período de tempo escolhido para se fazer a demonstração de resultados contábeis de uma empresa.
O termo advém da prática da administração pública, que considera o exercício o período de tempo em que há a execução orçamentária. Dessa forma, o orçamento anual é aprovado em um ano (chamado de ano calendário pela legislação tributária da maioria dos países), para ser executado no ano seguinte, que seria o exercício financeiro.
Em geral, o exercício possui a duração de um ano civil (365 dias) ou ano comercial (360 dias). Mas o exercício societário pode durar mais ou menos do que um ano: dependendo do ciclo operacional empresarial ou fatores excepcionais como encerramento das atividades.